# معاهدة السلام مع اليابان

يوشيدا رئيس الحكومة اليابانية يوقع اتفاقية السلام

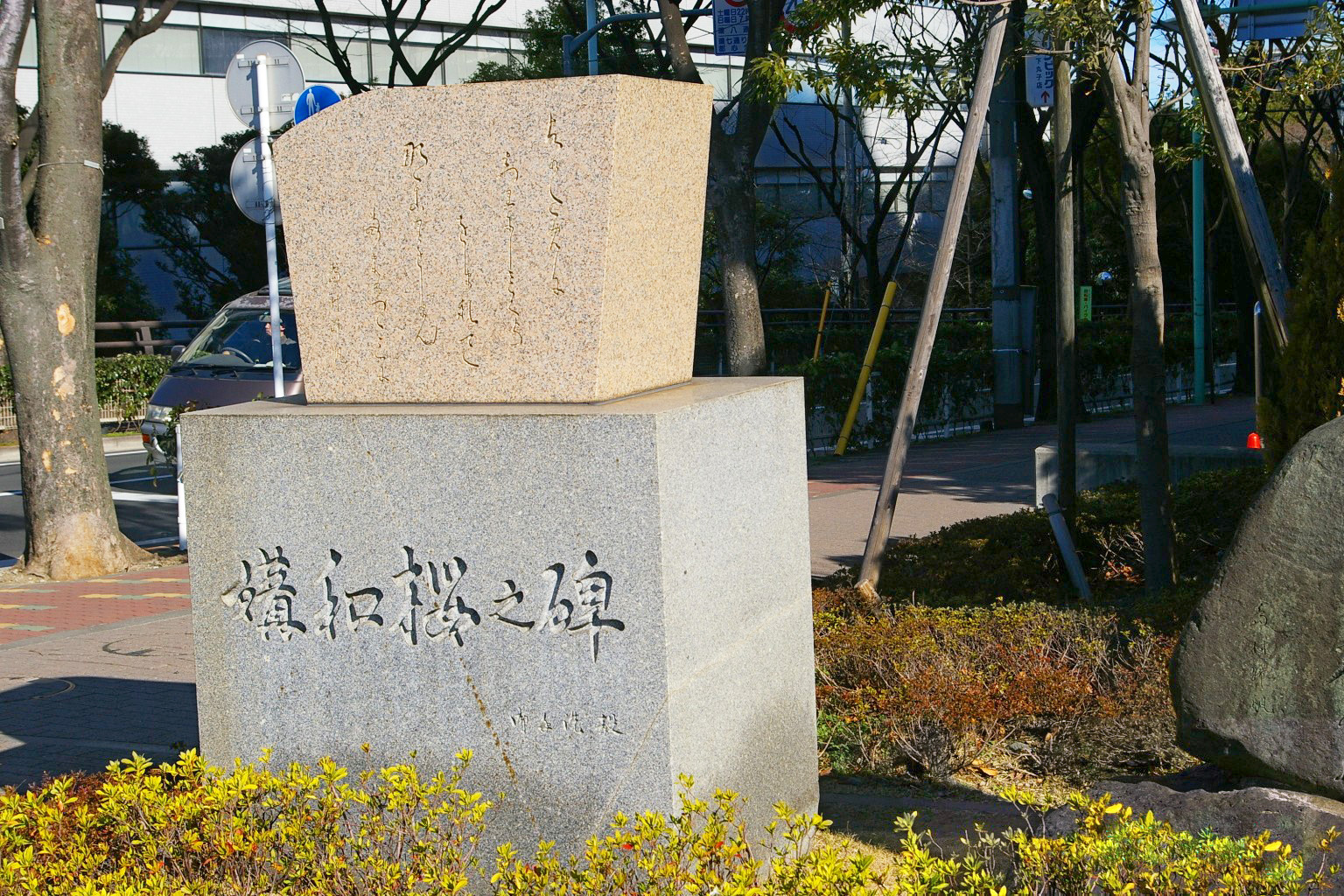
نصب تذكاري لذكرى معاهدة السلام في العاصمة اليابانية طوكيو

معاهدة السلام مع اليابان أو معاهدة سان فرانسيسكو (باليابانية: サンフランシスコ講和条約) (بالإنجليزية: San Francisco Peace Treaty) هي معاهدة وقعت بين قوات التحالف في الحرب العالمية الثانية واليابان ورسميا وقعت من قبل 49 دولة في 8 سبتمبر 1951 في سان فرانسيسكو، كاليفورنيا وبدأ العمل بها في 28 أبريل 1952.
كان الهدف من المعاهدة هو إنهاء الحرب العالمية الثانية وتنهي معها قوة اليابان العسكرية الإمبراطورية، وفتح العلاقات الدبلوماسية مع بلدان العالم.
عارض الاتحاد السوفيتي ذلك الوقت معاهدة السلام ورفض توقيعها، وبذلك لم يتم توقيع معاهدة سلام رسمية بين اليابان وروسيا حتى هذا اليوم، إلا أن العلاقات تم تطبيعها بموجب الإعلان السوفيتي الياباني المشترك لعام 1956.

## مواقف

### معارضة الاتحاد السوفيتي للمعاهدة
شارك الاتحاد السوفيتي في مؤتمر سان فرانسيسكو، وكان الوفد السوفيتي بقيادة نائب وزير الخارجية السوفيتي أندريه غروميكو. منذ بداية المؤتمر، أعرب الاتحاد السوفيتي عن معارضة قوية وصريحة لنص مشروع المعاهدة الذي أعدته الولايات المتحدة والمملكة المتحدة. حاول الوفد السوفيتي تعطيل الإجراءات بعدة مساع تنفيذية فاشلة. فُصّلت اعتراضات الاتحاد السوفيتي في بيان مطول يوم 8 سبتمبر 1951 من قِبل غروميكو. احتوى البيان على عدة ادعاءات وتصريحات للاتحاد السوفيتي وهي: أن المعاهدة لم تقدم أي ضمانات بعدم نهوض السياسة العسكرية اليابانية؛ وأن الصين لم تُدع للمشاركة على الرغم من كونها إحدى الضحايا الرئيسيين للعدوان الياباني؛ أنه لم يجر التشاور مع الاتحاد السوفيتي على النحو الواجب عند إعداد المعاهدة؛ أن المعاهدة تهيئ اليابان كقاعدة عسكرية أمريكية وتجر اليابان إلى تحالف عسكري موجه ضد الاتحاد السوفيتي؛ أن المعاهدة كانت في الواقع معاهدة سلام منفصلة؛ أن مشروع المعاهدة ينتهك حقوق الصين في تايوان وعدة جزر أخرى؛ أن مشروع المعاهدة، في انتهاك لاتفاقية يالطا، لم يعترف بسيادة الاتحاد السوفيتي على جنوب سخالين وجزر الكوريل؛ واعتراضات أخرى. لم توقع اليابان ولا الاتحاد السوفيتي على إعلان مشترك ينهي الحرب ويعيد العلاقات الدبلوماسية حتى 19 أكتوبر 1956.

### اعتراضات جمهورية الصين الشعبية على المعاهدة
شكلت الحرب الأهلية الصينية المستمرة ومن ثم مشكلة أي حكومة صينية تمثل الشرعية، معضلة لمنظمي المؤتمر. أرادت الولايات المتحدة دعوة جمهورية الصين (آر أو سي) في تايوان لتمثيل الصين، في حين أعربت المملكة المتحدة عن رغبتها في دعوة جمهورية الصين الشعبية (بّي آر سي) في البر الصيني الرئيسي لتكون ممثلًا عن الصين. كحل وسط، لم تُدع أي من الحكومتين.

### دفاع سريلانكا عن اليابان
كان وفد سيلان (المعروفة باسم سريلانكا) أحد الأطراف الرئيسية الداعمة لتأسيس يابانٍ حرة بعد الحرب. ومع أن الكثيرين قد ترددوا في السماح بوجود يابانٍ حرة قادرة على تنفيذ أعمال عدوانية وأصروا على ضرورة تطبيق شروط الاستسلام بصرامة في محاولة لكسر روح الأمة اليابانية، إلا أن وزير المالية السيلاني جيه آر جيوردين تحدث مدافعًا عن اليابان الحرة وأبلغ المؤتمر برفض سيلان قبول دفع التعويضات التي من شأنها إلحاق الضرر بالاقتصاد الياباني. وضح أسبابه كالتالي: «نحن في سيلان محظوظون لأننا لم نتعرض للغزو، ولكن الأضرار التي سببتها الغارات الجوية ومرابطة جيوش هائلة تحت قيادة قوات جنوب شرق آسيا والاستغلال الجائر لأحد سلعنا الرئيسية، وهي المطاط، عندما كنا المُنتج الوحيد للمطاط الطبيعي للحلفاء، يخولنا أن نطالب بإصلاح الضرر الناجم عن ذلك. لا ننوي القيام بذلك لأننا نؤمن بكلمات المعلم العظيم [بوذا] الذي عززت رسالته حياة ملايين لا تحصى في آسيا، وهو أن «الكراهية لا توقف الكراهية، بل يوقفها الحب فقط»». وختم نفس الخطاب بقوله:
هذه المعاهدة سخية بقدر ما هي موجهة لخصم مهزوم. نمد لليابان يد الصداقة والثقة إذ أنه مع اختتام هذا الفصل من تاريخ البشرية الذي نكتب آخر صفحة منه اليوم، ومع بداية الفصل الجديد الذي نملي صفحته الأولى غدًا، قد يسير شعبها وشعبنا معًا لينعما بالكرامة التامة التي تليق بحياة الإنسان في سلام ورخاء.
قوبل خطاب الوزير جيوردين بتصفيق مدو. بعد ذلك، ذكرت صحيفة نيويورك تايمز أن «صوت آسيا الحرة، البليغ والكئيب والذي مازال قويًا بإيقاع لهجة أكسفورد، قد سيطر على مؤتمر معاهدة السلام اليابانية اليوم».

## توقيع المعاهدة وإقرارها
من أصل 51 دولة مشاركة وقعت 48 دولة على المعاهدة؛ رفضت تشيكوسلوفاكيا وبولندا والاتحاد السوفيتي التوقيع.
الموقعون على المعاهدة هم: الأرجنتين وأستراليا وبلجيكا وبوليفيا والبرازيل وكمبوديا وكندا وسيلان (سريلانكا حاليًا) وتشيلي وكولومبيا وكوستاريكا وكوبا وجمهورية الدومينيكان والإكوادور ومصر والسلفادور وإثيوبيا وفرنسا واليونان وغواتيمالا وهايتي وهندوراس وإندونيسيا وإيران والعراق ولاوس ولبنان وليبيريا ولوكسمبورغ والمكسيك وهولندا ونيوزيلندا ونيكاراغوا والنرويج وباكستان وبنما وباراغواي والبيرو والفلبين والمملكة العربية السعودية وجنوب إفريقيا وسوريا وتركيا والمملكة المتحدة والولايات المتحدة وأوروغواي وفنزويلا وفيتنام واليابان.
أقرت الفلبين على معاهدة سان فرانسيسكو في 16 يوليو 1956، بعد توقيع اتفاقية التعويضات بين كلا البلدين في مايو من ذلك العام. لم تقر إندونيسيا بمعاهدة سان فرانسيسكو للسلام. بدلًا من ذلك، وقعت مع اليابان اتفاقية تعويضات ثنائية ومعاهدة سلام في 20 يناير 1958. وُقعت معاهدة منفصلة، معاهدة تايبيه، المعروفة رسميًا باسم معاهدة السلام الصينية اليابانية، في تايبيه في 28 أبريل 1952، بين اليابان وجمهورية الصين، قبل ساعات فقط من دخول معاهدة سان فرانسيسكو حيز التنفيذ في 28 أبريل. يرجع الترتيب غير المنطقي الواضح للمعاهدتين إلى الفارق بين المناطق الزمنية.